# 抓手指
抓手指是一类抓握手指的饮酒游戏，在2010年代的中国酒吧开始流行。游戏开始前通常有一段前摇手势，并没有成规，待周围玩家达成共识，决定开始游戏即可。本文仅收录手指相触有关的酒令。

## 常见玩法

### 经典抓手指
玩家围成一圈，前一个玩家的手掌抵住后一个玩家的食指，倒计时三二一抓，被抓住罚酒。提前缩手罚酒。

### 拇指接龙
倒计时三二一开始，立大拇指接龙，四指抓上一个人的大拇指。可用于开始游戏或者在恰当的时候打断并重启游戏。

#### 规则一
最后一名罚酒。

#### 规则二
最后一名出个数字X。从上往下数第X名罚酒。

### 盖手掌
在高位伸出手掌手心向下，其他玩家将手指点在下边以确认开始或重启游戏。

### 托手掌
在低位伸出手掌手心向上，其他玩家将手掌叠在上面以确认开始或重启游戏。

### 石剪布抓手指

#### 多人游戏
玩石头剪子布，抓相同手型者手指。落单罚酒。

#### 双人游戏
也称舞拳，双方牵手跟随节拍甩四下，再松手跳四拍，再玩石头剪子布两拍，然后上下左右指方向两拍。若一致则猜拳输者喝。

### 动作传递
每个人手搭在前一个人肩膀上，做一个特殊动作，如猫撒娇，下家需要不断加动作。做错罚酒。手指交叉比「+」表示加动作。

### 撕纸
所有人用手抓一片纸撕开，撕最小的罚酒。

### 消冰
捧一块冰传递，彻底将冰融化的罚酒。可多温一段时间对下家提高难度。